# Viatris
Viatris Inc. (NYSE: VTRS) — американська глобальна фармацевтична та медична корпорація зі штаб-квартирою в Кенонсбург, Пенсільванія. Корпорація була створена 16 листопада 2020 року шляхом злиття «Mylan» і «Upjohn», дочірного підрозділу «Pfizer».
Назва корпорації походить від латинських слів via (шлях) і tris (три), символізуючи шлях до трьох основних цілей, які поставила перед собою корпорація: розширення доступу до лікарських засобів, задоволення потреб пацієнтів за допомогою інновацій та завоювання довіри медичної спільноти..
Компанія «Viatris» посіла 254 місце в рейтингу «Fortune 500» найбільших корпорацій Сполучених Штатів Америки за 2021 рік за загальним доходом у 2020 році.
Станом на кінець 2023 року компанія «Viatris» налічувала приблизно 38 000 працівників. Цього ж року  компанія ввійшла до списку найкращих роботодавців світу (англ. World’s Best Employers) журналу Forbes, до списку «Змінити світ» (англ. Change the World) журналу Fortune, списку «Найвідповідальніші компанії Америки 2022» (America’s Most Responsible Companies 2022) журналу Newsweek. Серед нагород «Viatris 2023» - включення до списків «100 найкращих корпоративних громадян» (англ. 100 Best Corporate Citizens) за версією 3BL, «Найзеленіші компанії Америки 2024» (англ. America’s Greenest Companies 2024) за версією Newsweek, «Найкращі компанії світу 2023» (англ. World’s Best Companies 2023) за версією TIME,
а також до інавгураційного списку «Лідери клімату Америки 2023» (англ. America’s Climate Leaders 2023) за версією USA Today.

## Історія
14 лютого 2019 року в штаті Делавер була зареєстрована компанія «Upjohn» як дочірня компанія «Pfizer». 16 листопада 2020 року «Upjohn» об'єднався з «Mylan» у рамках транзакції Reverse Morris Trust. «Mylan» була заснована 1961 року як приватна компанія. З часом вона перетворилася на одного з найбільших виробників генеричних препаратів у США. 1973 року «Mylan» стала акціонерною компанією. Тоді стратегія «Mylan» привела до багатьох придбань, які зіграли значну роль у її розвитку: «Matrix Laboratories Limited» (2007); генеричний і спеціалізований фармацевтичний бізнес «Merck KGaA» (2007); «EPD Business» (2015)та «Meda AB» (2016). Ці придбання створили надійні дослідницькі й виробничі ланцюжки постачань на глобальному рівні, суттєво розширили портфель лікарських засобів, диверсифікованих за географією, типом продукції. «Upjohn» мав глобальний бізнес з виробництва лікарських засобів, переважно непатентованих брендів та генериків, який включав 20 переважно непатентованих брендів твердих пероральних лікарських засобів, таких як Lyrica®, Lipitor®, Celebrex® та Viagra®.
Новоутворена компанія, яка отримала назву «Viatris», стала материнською компанією об'єднаного бізнесу «Upjohn» та «Mylan», а «Upjohn» змінила свою назву на «Viatris Inc.». . 
У той час Міхаель Геттлер став головним виконавчим директором «Viatris». Після об'єднання акції компанії почали торгуватися на NASDAQ, використовуючи тикер VTRS.
У грудні 2020 року компанія оголосила про план реструктуризації зі скорочення витрат, який вплине на 20 % її глобальної робочої сили або 9000 робочих місць на її підприємствах по всьому світу.
У лютому 2022 року компанія «Viatris» оголосила про укладення угоди, згідно з якою вона передала «Biocon Biologics» свій портфель біоаналогів і відповідні комерційні й операційні можливості в обмін на суму до 3,335 мільярда доларів США, включаючи частку в «Biocon Biologics» у розмірі щонайменше 12,9 %. 
2021 року компанія «Viatris» посіла 5 місце за версією «Fortune» у щорічному списку «Змінити світ».
2022 і 2024 років журнал Forbes визнав Viatris однією із найкращих компаній-роботодавців у світі, а журнал Newsweek — однією з найвідповідальніших компаній Америки.
У листопаді 2022 року компанія придбала американську біофармацевтичну фірму «Oyster Point Pharma», яка спеціалізувалася на розробленні фармацевтичних методів лікування офтальмологічних захворювань, та платформу розроблення ліків «Famy Life Sciences», на загальну суму 700—750 мільйонів доларів США для створення офтальмологічного підрозділу. У першому кварталі 2023 року «Viatris» завершила придбання  «Oyster Point Pharma». На ґрунті поєднання глобальної комерційної присутності «Viatris», науково-дослідницьких та регуляторних можливостей, а також глибоких знань «Oyster Point» в офтальмологічній галузі компанія зробила офтальмологію одним з ключових терапевтичних напрямків діяльності. 
У травні 2023 року газета USA Today включила «Viatris» до списку 400 компаній США, які знизили інтенсивність викидів парникових газів з 2019 по 2021 рік.
У червні 2023 року Viatris увійшла до «Forbes Global 2000» — списку 2000 найбільших публічних компаній світу за версією журналу Forbes.

## Продукти

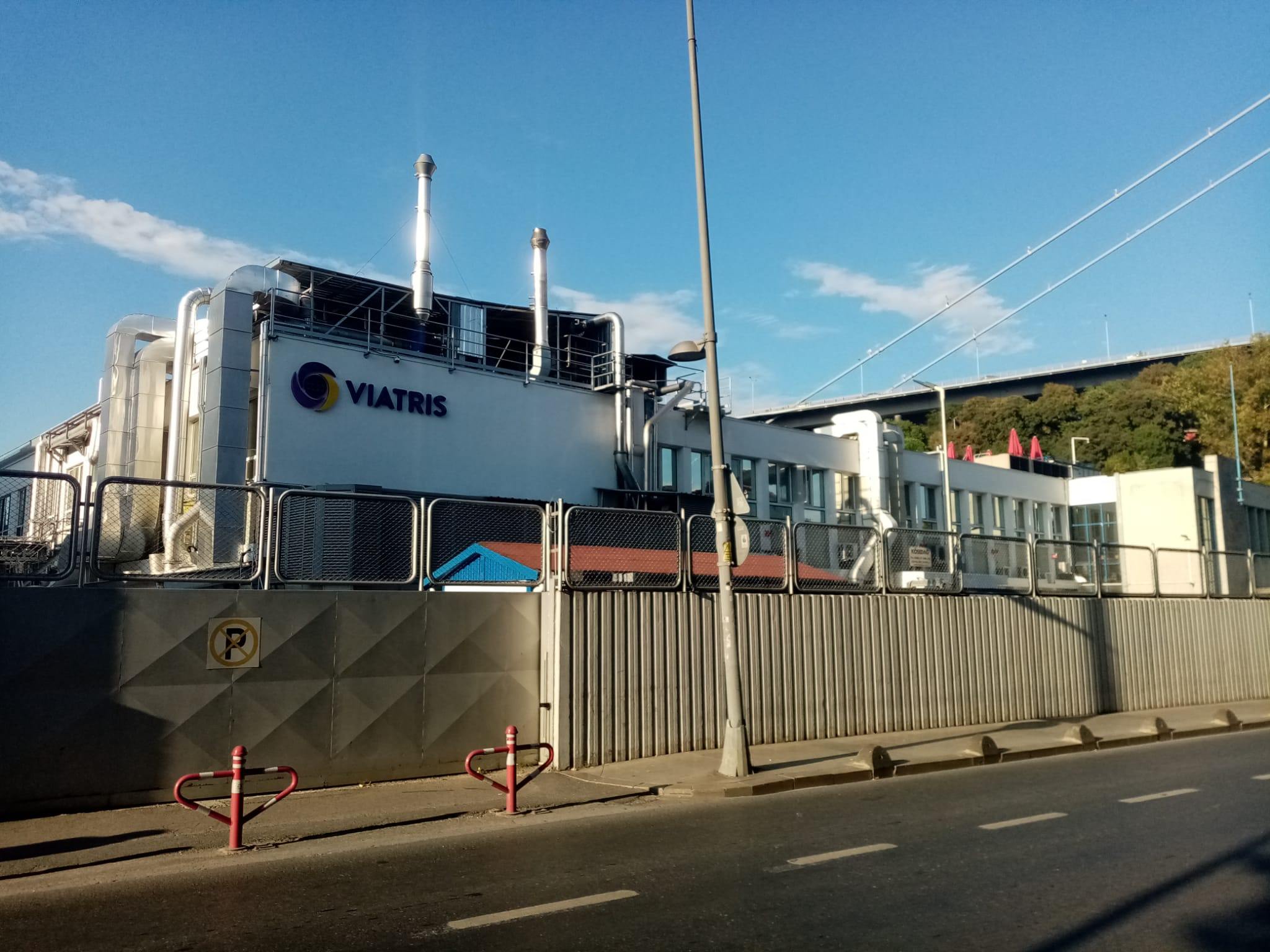
Фармацевтичний завод Viatris в Стамбулі, 2023 рік.

Компанія виробляє та продає ліки різноманітних лікарських форм (тверді лікарські форми для перорального застосування, трансдермальні, ін'єкційні, інгаляційні та інші системи доставки), маючи в своєму портфоліо 1400 схвалених терапевтичних молекул. Вона володіє низкою торгових марок, зокрема такими як Віагра, Ксанакс, Ліпітор, фірмовими та комплексними генериками, біосимілярами, безрецептурними препаратами та активними фармацевтичними інгредієнтами. Продукція Viatris охоплює такі лікувальні сфери, як серцево-судинні, інфекційні захворювання, онкологія, імунологія, центральна нервова система, анестезія, охорона здоров'я жінок, діабет, метаболізм, гастроентерологія, алергологія та дерматологія.
Нові продукти, які схвалені регуляторами або вже випущені компанією на ринок після створення Viatris:
- Долутегравір — синтетичний противірусний препарат з групи інгібіторів інтегрази. У грудні 2020 року отримав схвалення Управління з продовольства і медикаментів США (FDA) для лікування дітей з ВІЛ/СНІДом у країнах із низьким і середнім рівнем доходу. Препарат дешевший порівняно з попередниками на 75 %, має смак полуниці, щоб його було легше приймати дітям;[25][26]
- Breyna — інгаляційний аерозоль. У березні 2022 року отримав схвалення від FDA США як перша генерична версія  Symbicort[en] для лікування астми та хронічного обструктивного захворювання легень;[27]
- GA Depot — версія глатирамеру ацетату (копаксону) тривалої дії. У серпні 2023 року FDA США було прийнято заявку на лікарський засіб як ін'єкційний препарат одноразового застосування один раз на місяць для лікування рецидивуючої форми розсіяного склерозу;[28][29]
- Abacavir/dolutegravir/lamivudine (брендова назва Triumeq) — комбінований антиретровірусний препарат з фіксованою дозою для лікування ВІЛ/СНІД. У вересні 2023 року він отримав попереднє схвалення FDA США для лікування ВІЛ-1-інфекції педіатричних пацієнтів;[30]
- Ryzumvi (офтальмологічний розчин фентоламіну 0,75 %). у вересні 2023 року отримав схвалення FDA для лікування фармакологічно спровокованого мідріазу. Раніше він був відомий як Nyxol.[31]

2024 року компанія придбала у швейцарської дослідницької фармацевтичної компанії «Idorsia» права на комерціалізацію селатогрелю (англ. Selatogrel) й ценерімоду (англ. Cenerimod) для лікування відповідно гострого інфаркту міокарда та системного червоного вовчака.

## Діяльність
Компанія Viatris володіє понад 34 000 торгових марок, зареєстрованими по всьому світу. 
Їй належать близько 40 фабрик у США, Сінгапурі, Індії, Японії, Китаї, Ірландії. Її регіональні центри розташовані у Піттсбурзі, Шанхаї та Хайдарабаді. 
Основні препарати компанії за обсягом продавання 2021 року:
- Lipitor (аторвастатин) — для зниження рівня холестерину в крові — $1,66 млрд;
- Norvasc (амлодипін) — гіпотензивний засіб — $0,82 млрд;
- Lyrica (прегабалін) — протиепілептичний засіб — $0,73 млрд;
- Viagra (силденафіл) — засіб для посилення потенції — $0,53 млрд;
- Автоін'єктор епінефрина (EiPen) — пристрій для ін'єкції адреналіну — $0,39 млрд;
- Celebrex (целекоксиб) — нестероїдний протизапальний препарат — $0,34 млрд;
- Effexor (венлафаксин) — антидепресант — $0,32 млрд;
- Creon — ферменти підшлункової залози — $0,31 млрд;
- Influvac — вакцина від грипу — $0,30 млрд;
- Zoloft (сертралін) — антидепресант — $0,28 млрд;
- Amitiza (лубіпростон) — послаблювальний засіб — $0,20 млрд;
- Xanax (алпразолам) — анксіолітик — $0,19 млрд.[32]

«Viatris» має чотири сегменти, на які поширюється її звітна діяльність: 
- сегмент «Розвинуті ринки» охоплює переважно Північну Америку та Європу. Основними препаратами, які тут продаються належать  Lyrica®, Lipitor®, Creon®, Influvac®, Wixela Inhub®, EpiPen® AutoInjector, Fraxiparine® та Yupelri®. Нещодавно запущені нові препарати

леналідомід та Breyna™ у США;
- сегмент «Великий Китай» охоплює Китай, Гонконг, Тайвань. Тут важливими продуктами Ліпітор®, Норваск® та Віагра®;
- сегмент «JANZ» охоплює Японію, Австралію, Нову Зеландію. Важливими продуктами в сегменті JANZ є AMITIZA®, Lipacreon®, Lyrica®, Norvasc®, Effexor® та Dymista®;
- сегмент «Ринки, які розвиваються» охоплює більше 125 країн Азії, Африки, Східної Європи, Латинської Америки, Близького Сходу. Серед препаратів, які продаються в цьому сегменті - Ліпітор®, Лірика®, Норваск®, Целебрекс® та антиретровірусні препарати.

Станом на 31 грудня 2023 року загальний дохід компанії становив $15,43 млрд, а дохід сегментів компанії становив:
- «Розвинуті ринки» — $9,2519 млрд;
- «Великий Китай» — $2,1604 млрд;
- «JANZ» — $4245 млрд;
- «Ринки, які розвиваються» — $2,2516 млрд.[6]